# Angolas Nationale Demokratiske Parti
Angolas Nationale Demokratiske Parti (portugisisk: Partido Nacional Democrático Angolano) (PNDA)) er et politisk parti i Angola. Partiets formand er Geraldo Pereira João da Silva.
| Politisk parti | Spire Denne artikel om et politisk parti eller gruppe er en spire som bør udbygges. Du er velkommen til at hjælpe Wikipedia ved at udvide den. |